# Hospital Muñiz
El Hospital de Infecciosas “Francisco Javier Muñiz” es uno de los hospitales públicos metropolitanos de Buenos Aires, Argentina. Como su nombre lo indica, se especializa en enfermedades infecciosas. Su dirección es Uspallata 2272, y se encuentra en el barrio de Parque Patricios.

## Historia
La historia del Hospital Muñiz se remonta en realidad hasta el año 1882. Ese 23 de diciembre se inauguró la “Casa de Aislamiento”, instalada en la antigua Quinta Leslie (en las actuales calles Azcuénaga y Paraguay). Se había hecho necesaria debido a la insuficiencia de los hospitales existentes para atender casos de enfermedades infecciosas.
Ya en 1883, la Municipalidad de la Ciudad de Buenos Aires había adquirido amplios terrenos cercanos al antiguo Cementerio del Sur. En abril de 1886, el director de la Asistencia Pública, Dr. José María Ramos Mejía, concretó la instalación de la Casa en su nueva ubicación.[cita requerida]
Sin embargo, fue rápidamente insuficiente y se hizo necesario el diseño de un Hospital propiamente dicho, de mayor tamaño y con construcciones definitivas. 
El 20 de septiembre de 1901, se inauguró en el Hospital la “Escuela Interna para Niños con Enfermedades Infecciosas”, destinada a brindar educación a los pequeños que permanecían recluidos durante los largos tratamientos.
En 1904, el Hospital adquirió su nombre actual, en honor al Doctor Francisco Javier Muñiz.

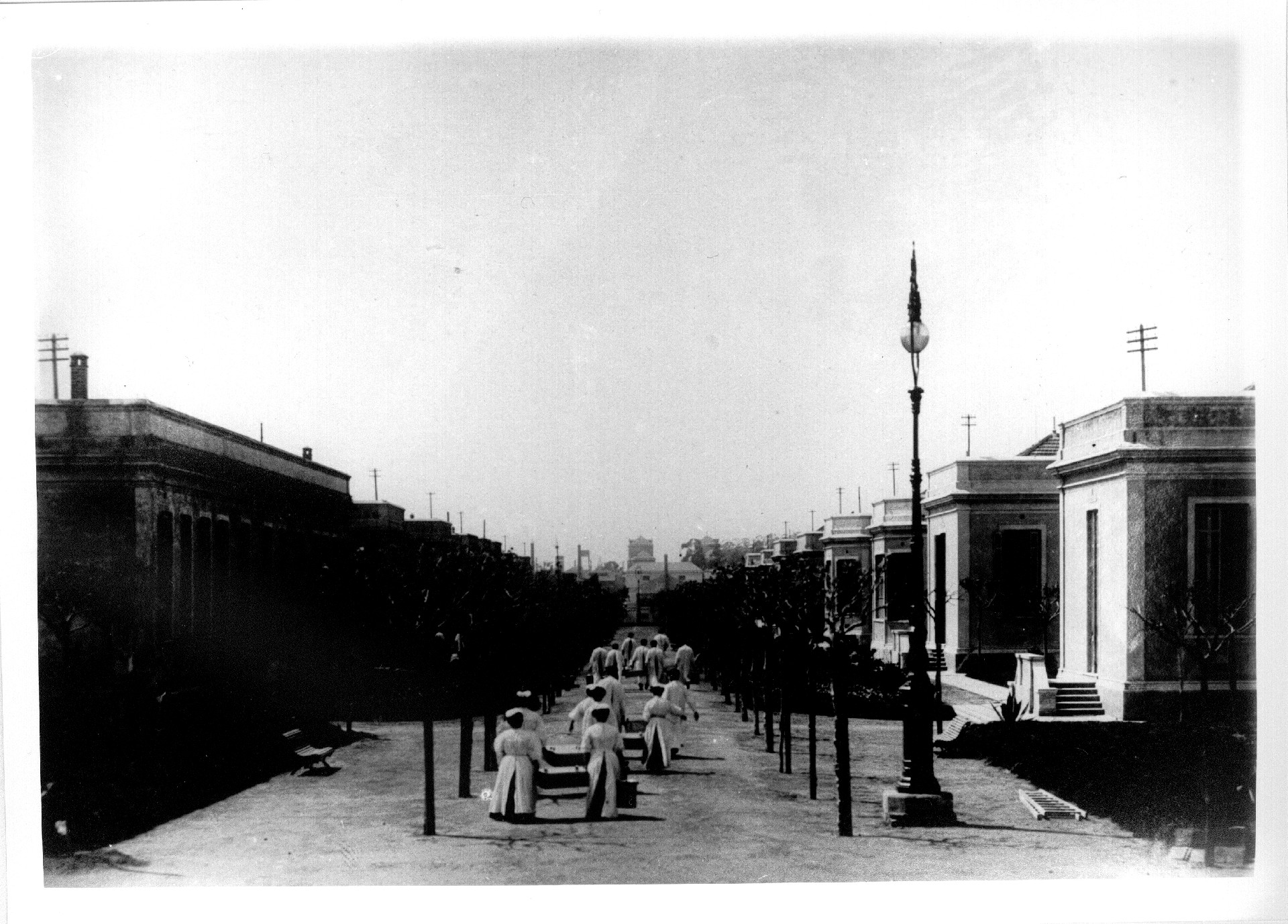
La avenida central, grupo de enfermeras y los pabellones para tuberculosos. (ca. 1910)

Entre 1904 y 1930 se enfoco en atender a enfermos tuberculosos, que en aquel entonces no tenían tratamiento; sino un diagnóstico bacteriológico. Se ensayaban tratamientos variados con resultados más que dudosos, que pasaban por ciertas medicaciones o por los rayos solares a través de unas ventanas azules que todavía están en el hospital. Eran enfermos que no tenían ninguna posibilidad de curación; lo único que se podía hacer era tenerlos aislados para que no estuvieran en contacto con el resto de la población. Todavía era un hospital de aislamiento.
En sus más de cien años de existencia, el Hospital Muñiz ha enfrentado todas las epidemias que afectaron a la Argentina a lo largo del tiempo. Desde la poliomielitis a mediados de la década de 1950, el sarampión de 1969, el hantavirus de 1996 y la pandemia de gripe porcina de 2009. En la actualidad el nosocomio se especializa en la lucha prevención y tratamiento de la infección del virus del HIV SIDA que se prolonga ya desde hace unas dos décadas. Cuenta con Servicios de atención médica referentes a nivel nacional como internacional en:Tuberculosis, Micología, Virología, Zoonosis, Brucelosis, Medicina del Viajero, Hepatopatías infecciosas. Fue renovado internamente entre 2005 y 2006
En 2010, la Legislatura de Buenos Aires declaró a los edificios del hospital Patrimonio Arquitectónico de la ciudad, impidiendo su modificación o demolición pero el proyecto fue vetado por el Jefe de gobierno.
En 2018 el Jefe de Gobierno Horacio Rodríguez Larreta aprobó un proyecto de su antecesor Mauricio Macri que busca trasladar cuatro hospitales al Muñiz, entre ellos en el hospital de Infecciosas F. Muñiz al hospital de Gastroenterología B.Udaondo,el hospital de Rehabilitación Respiratoria M. Ferrer, el Hospital de Oncología M. Curie y el Instituto de Rehabilitación Psicofísica dejando al Muñiz con sólo 150 de sus 350 camas actuales. Larreta fue más allá incluso el plan de Macri, quien intentó en 2008 unificar el Muñiz, el Ferrer y el Udaondo pero finalmente la iniciativa no fue aprobada en la Legislatura.